# Manuela Weichelt-Picard

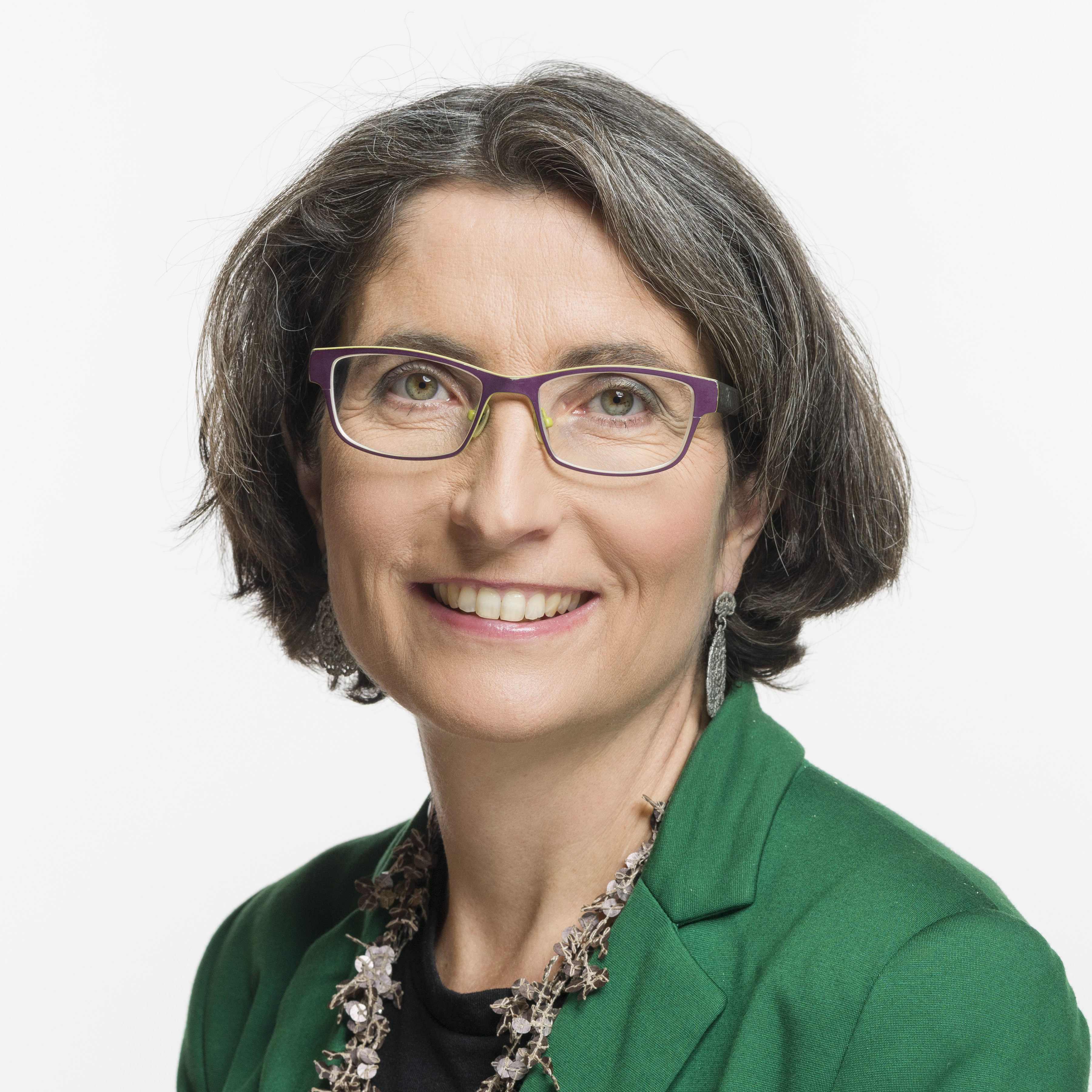
Manuela Weichelt-Picard (2019)

Manuela Weichelt-Picard (* 21. Juli 1967 in Romanshorn; heimatberechtigt in Zillis-Reischen) ist eine Schweizer Politikerin (Alternative – die Grünen Zug).

## Biografie
Weichelt-Picard ist im Kanton Thurgau und in Neunkirch im Kanton Schaffhausen aufgewachsen. Sie ist diplomierte Krankenschwester und diplomierte Sozialarbeiterin. Zwischen 1995 und 1998 leitete sie die kontrollierte Heroinverschreibung im Kanton Zug. Von 1997 bis 2002 absolvierte sie das Nachdiplomstudium zum Master of Public Health (MPH). Parallel dazu arbeitete sie von 2000 bis 2005 als Projektleiterin beim Gesundheitsamt des Kantons Graubünden und ab 2005 als Kadermitglied beim Schweizerischen Roten Kreuz. Sie ist Mutter von zwei Töchtern und wohnt in Zug.

## Politik
Von 1994 bis 2002 war sie als Vertreterin der Steinhauser Partei «Frische Brise» Zuger Kantonsrätin und in dieser Funktion unter anderem Mitglied der Spitalkommission. 2001 überlebte sie das Zuger Attentat, als während einer Sitzung des Kantonsrates im Parlamentsgebäude des Kantons Zug ein Attentäter 14 Politiker erschoss.
Sie war von 1996 bis 2002 Fraktionschefin und von 2005 bis 2007 Präsidentin der Alternativen Kanton Zug.
Im Januar 2007 übernahm Weichelt-Picard als neu gewählte Zuger Regierungsrätin die Direktion des Innern. 2010 und 2014 wurde sie in ihrem Amt bestätigt. Ende 2016 wurde sie vom Kantonsparlament für zwei Jahre zur Frau Landammann (Regierungspräsidentin) gewählt. Bei den Regierungsratswahlen 2018 trat sie nicht mehr an. Da weder die Alternativen ihren Sitz verteidigen noch die SP einen gewinnen konnte, war die Linke infolgedessen erstmals seit 1923 nicht mehr in der Zuger Regierung vertreten. Von 2010 bis 2018 war Weichelt-Picard Präsidentin der Konferenz der Zentralschweizer Sozialvorsteherinnen und -vorsteher (ZGSDK).
Bei den Schweizer Parlamentswahlen 2019 wurde sie in den Nationalrat gewählt und bei den Wahlen 2023 wiedergewählt. Die Alternativen konnten damit den 2011 verlorenen Sitz von Jo Lang zurückerobern. Weichelt-Picard ist die erste Frau, die im Kanton Zug in die Bundesversammlung gewählt worden ist. Sie ist Mitglied der Geschäftsprüfungskommission und der Kommission für soziale Sicherheit und Gesundheit.